# Le Triomphe de l'amour (film, 1939)
Pour l’article homonyme, voir Le Triomphe de l'amour (homonymie).
Pour plus de détails, voir Fiche technique et Distribution.
Le Triomphe de l'amour (The Outsider) est un film britannique en noir et blanc réalisé par Paul L. Stein, sorti en 1939.
Il s'agit de l’adaptation d'une pièce de théâtre du même nom de Dorothy Brandon créée en 1923. Deux versions précédentes ont été tournées : 
- Le Prince Gipsy, film muet américain (1926)
- The Outsider, film britannique (1931)

## Synopsis
La bataille d'un médecin ostéopathe pour imposer sa méthode de guérison peu orthodoxe. Il guérit la fille d'un chirurgien dont il est amoureux.

## Fiche technique
- Titre : Le Triomphe de l'amour
- Titre original : The Outsider
- Réalisation : Paul L. Stein
- Scénario : Dudley Leslie, d'après la pièce The Outsider de Dorothy Brandon (1923)
- Producteur : Walter C. Mycroft (en)
- Société de distribution : Associated British Picture Corporation
- Photographie : Günther Krampf
- Montage : Flora Newton
- Musique : Kenneth Leslie-Smith
- Pays d'origine : Grande-Bretagne
- Langue d'origine : anglais
- Format : noir et blanc - 1.37:1 - son : Mono
- Genre : Drame romantique
- Durée : 90 min
- Dates de sortie :
  -  Royaume-Uni : 30 janvier 1939
  -  États-Unis : 17 mars 1940
  -  France : 22 octobre 1948
  -  Belgique : 6 juillet 1945 (Bruxelles)

## Distribution
- George Sanders : Anton Ragatzy
- Mary Maguire : Lalage Sturdee
- Barbara Blair : Wendy
- Peter Murray-Hill : Basil Owen
- Frederick Leister : Joseph Sturdee
- Walter Hudd (en) : Dr Helmore
- Kathleen Harrison : Mme Coates
- Kynaston Reeves : Sir Montague Tollemach
- Edmund Breon : Dr Ladd
- Ralph Truman : Sir Nathan Israel